# مجید مشیری
مجید مشیری (زاده ۱۵ اسفند ۱۳۴۰) بازیگر سینما و تلویزیون ایرانی است.
وی در سریال خط قرمز (تولید سال ۱۳۸۰) در نقش پدر رامین بازی کرد.

## فیلم‌شناسی

### سینمایی
- هزار سال با تو (۱۳۹۸)
- چشمهایت (۱۳۹۷)
- اشک تمساح(۱۳۹۶)
- انارهای نارس (۱۳۹۲)
- معراجی‌ها (۱۳۹۲)
- برج آرام (۱۳۹۱)
- رسوایی (۱۳۹۱)
- هیس! دخترها فریاد نمی‌زنند (۱۳۹۱)
- بی‌تابی بیتا (۱۳۹۰)
- یکی برای همه (۱۳۹۰)
- شبکه (۱۳۸۹)
- حرکت اول (۱۳۸۷)
- دعوت (۱۳۸۷)
- در شهر خبری نیست، هست (۱۳۸۶)
- شب حورا (۱۳۸۶)
- میراث (۱۳۸۶)
- هم‌خانه (۱۳۸۶)
- ماه‌وش (۱۳۸۶)
- تله روباه (۱۳۸۵)
- خواستگار محترم (۱۳۸۵)
- سرزمین آرزوها (۱۳۸۵)
- رؤیای خیس (۱۳۸۴)
- بازنده (۱۳۸۳)
- پروانه‌ای در باد (۱۳۸۲)
- چند تار مو (۱۳۸۲)
- روایت سه‌گانه اپیزود اول: یک آرزوی کوچک (۱۳۸۲)
- روزگار سپری شده (۱۳۸۲)
- عاشق مترسک (۱۳۸۲)
- دختری در قفس (۱۳۸۱)
- رأی باز (۱۳۸۱)
- روز کارنامه (۱۳۸۱)
- بی تو تنهایم (۱۳۸۰)
- دنیا (۱۳۸۰)
- ساقی (۱۳۸۰)
- نگین (۱۳۸۰)
- آخر بازی (۱۳۷۹)
- انتظار (۱۳۷۹)
- پروانه‌های پشت دیوار (۱۳۷۹)
- سام و نرگس (۱۳۷۹)
- هفت پرده (۱۳۷۹)
- دفتری از آسمان (۱۳۷۸)
- پرواز خاموش (۱۳۷۷)
- عشق + ۲ (۱۳۷۷)
- آژانس شیشه‌ای (۱۳۷۶)
- خلبان (۱۳۷۶)
- ساغر (۱۳۷۶)
- هفت سنگ (۱۳۷۶)
- شب روباه (۱۳۷۵)

- سرگرد

### تلویزیونی
| عالیجناب (رئالیتی شو)         | ۱۴۰۳        | علیرضا کریم زاده              | شبکه نمایش خانگی نمافیلم      |
| فریبا                         | ۱۴۰۳        | محمود معظمی                   | شبکه سه                       |
| برسر دو راهی                  | ۱۳۹۸        | بهرنگ توفیقی                  | شبکه دو                       |
| پدر (مجموعه تلویزیونی ۱۳۹۷)   | ۱۳۹۷        | بهرنگ توفیقی                  | شبکه دو                       |
| بلندی‌های زیرپا (تله تئاتر)    | ۱۳۹۵        | محسن معینی                    | شبکه چهار                     |
| میکائیل                       | ۱۳۹۴        | سیروس مقدم                    | شبکه یک                       |
| معراجی‌ها                      | ۱۳۹۳        | مسعود ده نمکی                 | شبکه ۱                        |
| بچه‌های نسبتاً بد               | ۱۳۹۲        | سیروس مقدم                    | شبکه یک                       |
| ماتادور                       | ۱۳۹۲        | فرهاد نجفی                    | شبکه یک                       |
| یادآوری                       | ۱۳۹۲        | حجت قاسم‌زاده اصل              | آی‌فیلم                        |
| دزد و پلیس (مجموعه تلویزیونی) | ۱۳۹۱        | سعید آقاخانی                  | شبکهٔ ۳                        |
| دست بالای دست                 | ۱۳۹۱        | محسن یوسفی                    | شبکه ۳                        |
| ارمغان تاریکی                 | ۱۳۸۹        | جلیل سامان                    | شبکه ۳                        |
| قفسی برای پرواز               | ۱۳۸۹        | یوسف سید مهدوی                | شبکه ۲                        |
| ستایش                         | ۱۳۸۸        | سعید سلطانی                   |                               |
| آینه‌های نشکن                  | ۱۳۸۷        | جواد اردکانی                  | شبکه دو                       |
| تله‌فیلم عروس زندان            | ۱۳۸۶        | پرند زاهدی                    |                               |
| شکر تلخ                       | ۱۳۸۶–۱۳۸۵   | احمد کاوری                    | شبکه ۲ محصول سیمای مرکز ایلام |
| آوای زمین                     | ۱۳۸۴        | مهرداد خوشبخت                 | تله فیلم                      |
| کمکم کن                       | ۱۳۸۳        | قاسم جعفری                    | شبکه ۲                        |
| عشق سال‌های جنگ                | ۱۳۸۰        | علی بهادر                     | شبکه سه                       |
| شب آفتابی                     | ۱۳۸۰        | قاسم جعفری                    | شبکه سه                       |
| خط قرمز                       | ۱۳۸۰        | قاسم جعفری                    | شبکه ۳                        |
| همسفر (مجموعه تلویزیونی)      | ۱۳۷۹        | قاسم جعفری                    |                               |
| کاشانه                        | ۱۳۷۸        | قاسم جعفری                    | شبکه سه                       |
| صدف و مروارید                 | ۱۳۷۷        | محسن شهابی                    | شبکه دو                       |
| مردان آنجلس                   | ۱۳۷۶        | فرج‌الله سلحشور                | شبکه ۱                        |
| سرنخ                          | ۱۳۷۵        | کیومرث پوراحمد                | شبکه ۱                        |
| مسافری از هند                 | ۱۳۸۱        | قاسم جعفری                    | شبکه ۳                        |
| عید آن سال‌ها                  | ۱۳۷۸        | سعید ابراهیمی‌فر               | شبکه ۲                        |
| هفت‌سنگ                        | ۱۳۷۷        | سیدعبدالرضا نواب‌صفوی          | شبکه ۲                        |
| پزشکان                        | ۱۳۷۷        | مسعود کرامتی                  | شبکه ۳                        |
| به‌سوی افتخار                  | ۱۳۷۷        | سیروس مقدم                    | شبکه ۳                        |
| تهران ۱۱- ۵۹۵ ج ۴۸            | ۱۳۷۵        | مرضیه برومند                  | شبکه تهران                    |
| چراغ جادو (مجموعه تلویزیونی)  | (۱۳۸۰–۱۳۷۹) | همایون اسعدیان و مسعود کرامتی | شبکه ۱                        |
| شکر تلخ                       | (۱۳۸۶–۱۳۸۵) | احمد کاوری                    | شبکه ۲                        |
| سایه‌ای در تاریکی              | ۱۳۸۶        | سیدابراهیم جوادخانی           | شبکه ۳                        |
| درگنجینه ترویج                | ۱۳۷۴        | محمداسماعیل پیمان             | مرکزجهادسازندگی استان فارس    |

### تئاتر
- رستم و سهراب (کارگردان: محمدجوادبخشی زاده)
- خون در گلوی گربه (کارگردان: محسن معینی)[۳]